# Faragó Ödön (iparművész)
Faragó Ödön, 1893-ig Fischer Ödön (Zalaegerszeg, 1869. július 31. – Budapest, Terézváros, 1935. május 12.) iparművész.

## Élete
Fischer Miksa (1842–1901) és Mayer Betti (1841–1903) fia. Tanulmányait szülővárosában kezdte, majd a budapesti Ipariskolában tanult. Ezt követően asztalosként dolgozott, majd Bécsben képezte magát, és a H. Dubell u. Söhne bútorkészítő cég rajzolója lett. Ekkoriban a cég munkatársaként több budapesti főúri palota berendezésén dolgozott. 1890–1891-ben Steindl Imre munkatársa volt az Országház belső kiképzésének tervezésében. Három évre visszatért Bécsbe, ahol a Járay cég foglalkoztatta. 1894-ben Párizsban járt, majd a hamburgi Heynemann cég munkatársaként részt vett a bukaresti királyi palota berendezésének megtervezésében. 1895-ben tért vissza Magyarországra, és a következő évben megrendezett millenniumi kiállításon szerepelt először önálló iparművészeti tervezőként, ahol nagy sikereket ért el történeti stílusokban tervezett bútoraival.
1899-ben kinevezték a Budapesti Magyar Állami Felső Ipariskola tanárává. Később rajztanári oklevelet szerzett. Tevékenyen részt vett az 1900. évi párizsi világkiállítás magyar pavilonjának munkálataiban. Számos díjat kapott: 1902-ben az Iparművészeti Társulat kiállításán állami nagy aranyérmet, 1902-ben Torinóban és 1904-ben a St. Louis-i nemzetközi kiállításokon aranyérmet, az 1906-os milánói világkiállításon grand prix-t. Megszervezte és vezette a máramarosszigeti hímző- és szövőipari tanfolyamot. Bútorterveinek kialakítására a párizsi art nouveau hatott, díszítő motívumaival az itthoni szecesszió népies irányzatának jelentős képviselőjévé vált.
Az első világháború előtti években megtervezte több nagy bank (Pesti Magyar Kereskedelmi Bank, Magyar Általános Hitelbank és a Pesti Hazai Első Takarékpénztár) belső berendezését. A Tanácsköztársaság bukása után nyugalomba vonult és műgyűjtéssel foglalkozott. 1926-ban közreműködött a Philadelphiában tartott nemzetközi kiállítás magyar pavilonjainak tervezésében. Tagja volt az Izraelita Magyar Irodalmi Társulatnak, a Magyar Zsidó Múzeum Egyesületének és az Országos Magyar Iparművészeti Társulatnak.
A zalaegerszegi izraelita temetőben helyezték végső nyugalomra.

## Díjai, elismerései
- Ferenc József-rend lovagkeresztje[7]
- Francia Becsületrend: lovag (1901)
- Belga Lipót-rend lovagja (1906)
- Olasz Korona-rend tisztje (1907)

## Emlékezete
A Magyar Művészet 1935. évi XI. számában Lyka Károly írt nekrológot.